# Škrjanče pri Novem mestu
Škrjanče pri Novem mestu – wieś w Słowenii, w gminie miejskiej Novo mesto. W 2018 roku liczyła 41 mieszkańców. 